# تیپ ۲۹۲ زرهی دزفول
تیپ ۲۹۲ زرهی دزفول از تیپ‌های زرهی نیروی زمینی ارتش جمهوری اسلامی ایران و زیرمجموعه لشکر ۹۲ زرهی اهواز است، که پادگان و ستاد فرماندهی آن در شهر دزفول، استان خوزستان مستقر می‌باشد. تیپ ۲۹۲ زرهی دزفول در خلال جنگ ایران و عراق، از یگان‌های عمل‌کننده ارتش جمهوری اسلامی ایران و تحت امر لشکر ۹۲ زرهی اهواز بود. هم‌اکنون سرهنگ علی زنگنه فرماندهی تیپ ۲۹۲ زرهی دزفول را برعهده دارد.